# Junya Suzuki
Junya Suzuki (鈴木 順也 Suzuki Jun'ya?, Tochigi, 2 de mayo de 1996) es un futbolista japonés que juega como defensa en el F. C. Ryukyu.

## Trayectoria
En 2019 se unió al Thespakusatsu Gunma de la J3 League.

## Clubes
| Club                | País  | Año       |
| ------------------- | ----- | --------- |
| Thespakusatsu Gunma | Japón | 2019-2020 |
| Gainare Tottori     | Japón | 2021-2023 |
| F. C. Ryukyu        | Japón | 2024-     |